# Jørn Lund (Radsportler)
Jørn Lund (* 26. August 1944 in Astrup, Mariagerfjord Kommune) ist ein ehemaliger dänischer Radrennfahrer und nationaler Meister im Radsport.

## Sportliche Laufbahn
Lund war Teilnehmer der Olympischen Sommerspiele 1972 in München. Im Mannschaftszeitfahren belegte er gemeinsam mit Junker Jørgensen, Jørgen Marcussen und Jørgen Emil Hansen den 11. Platz. 1976 nahm er erneut an den der Olympischen Sommerspiele 1976 in Montreal teil. Im Mannschaftszeitfahren gewann der dänische Vierer mit Verner Blaudzun, Gert Frank, Jørgen Emil Hansen und Jørn Lund die Bronzemedaille.
1969 konnte er gemeinsam mit Leif Mortensen, Jørgen Emil Hansen und Mogens Frey die Silbermedaille im Mannschaftszeitfahren bei den UCI-Straßen-Weltmeisterschaften gewinnen. Im Straßenrennen der Meisterschaften der Nordischen Länder wurde er Zweiter hinter Erik Petterson. 1972 wurde er Vize-Meister im Einzelzeitfahren hinter Reno Bent Olsen und gewann eine Etappe der Algerien-Rundfahrt. 1973 wurde er Vize-Meister in der Einerverfolgung.
1976 wurde er erneut Zweiter in der Zeitfahrmeisterschaft hinter Jørgen Timm. 1974 siegte er in der nationalen Meisterschaft in der Mannschaftsverfolgung. Er bestritt mit dem dänischen Nationalteam viele Rundfahrten wie den Grand Prix Guillaume Tell, die Bulgarien-Rundfahrt, die Tour de l’Avenir und die DDR-Rundfahrt.